# Oporinia rungei
Oporinia rungei är en fjärilsart som beskrevs av Harris 1915. Oporinia rungei ingår i släktet Oporinia och familjen mätare. Inga underarter finns listade i Catalogue of Life.